# 北猛俊
北 猛俊（きた たけとし、1954年〈昭和29年〉7月13日 - ）は、日本の政治家。富良野市長（2期）、元富良野市議会議員。富良野市農業担い手育成機構理事長。

## 略歴
1954年（昭和29年）7月13日、北海道空知郡中富良野町で生まれる。北海道富良野高等学校、北海道拓殖短期大学を卒業後、1975年（昭和50年）4月より実家の農業に従事する。
1995年（平成7年）4月に富良野市議会議員に初当選し、就任。2007年（平成19年）5月11日から2017年（平成29年）12月18日まで富良野市議会議長を務める。
2018年4月22日、能登芳昭の任期満了に伴う富良野市長選挙に新人で出馬し、同じく新人の広瀬寛人、澁谷正文を破り、当選。同年5月15日、第5代富良野市長に就任する。
2022年、無投票で再選。